# Данненштерн
Данненштерн (нем. von Dannenstern) — русский дворянский род.
Родоначальник их, Эрнст Метцю, родом из Голландии, шведский комиссар в Риге, был возведен в 1699 году в шведское дворянское достоинство. Его потомство внесено в VI часть родословной книги острова Эзеля и Минской губернии.
- фон Данненштерн, Владимир Антонович (умер в 1873 году) — инженер, генерал-майор.

## Описание герба
Щит четверочастный. В первом и четвертом золотых полях вырванная с корнем ель, натурального цвета. Во втором и третьем голубых полях золотая пятиконечная звезда.
Щит увенчан повернутым дворянским шлемом с золото-голубым бурелетом. Нашлемник — ель натурального цвета. Намет голубой с золотом.